# Werner Heidsieck
Werner Heidsieck (* 17. Juli 1882 in Großendorf; † 7. Oktober 1920 in Schlochau) war ein deutscher Politiker (DDP).

## Leben und Wirken
Nach dem Besuch der Volksschule in Bamförde und Hamburg und des Gymnasiums studierte Heidsieck Rechtswissenschaft an den Universitäten Kiel, Freiburg und München. Mit einer Dissertation über die Frage des „gesonderten Besitzes an Bestandteilen einer Sache“ promovierte er 1907 zum Dr. jur. Später lebte er als Regierungsassessor in Posen und stand im Ruf ein „befähigter Jurist“ zu sein.
Nach dem Ersten Weltkrieg trat Heidsieck in die Deutsche Demokratische Partei (DDP) ein. Am 17. Januar 1920 zog er im Nachrückverfahren für den ausgeschiedenen Abgeordneten Moritz Baerwald in die im Januar 1919 gewählte Weimarer Nationalversammlung ein, der er bis zum Zusammentritt des ersten Reichstags der Weimarer Republik im Juni 1920 als Vertreter des Wahlkreises 8 (Posen) angehörte.

## Schriften
- Inwieweit ist gesonderter Besitz an Bestandteilen einer Sache möglich, Leipzig 1907. (Dissertation)